# Lotte Lehmann
Lotte Lehmann (Perleberg, 27 de fevereiro de 1888, – Santa Bárbara, 26 de agosto de 1976) foi uma soprano alemã naturalizada norte-americana, que se notabilizou no repertório de óperas e lieder germânicas. Foi uma das intérpretes mais marcantes das óperas de Richard Strauss e uma das artistas mais famosas e influentes no meio artístico na primeira metade do século XX.

## Vida e carreira na Europa
Embora seu pai a encorajasse a seguir uma carreira convencional, Charlotte (Lotte) Lehmann  decidiu pelo canto, conseguindo os primeiros resultados, após algumas experiências desastrosas, com a professora Mathilde Mallinger (que outrora fora a primeira Eva em Die Meistersinger von Nurnberg, de Wagner). Foi também aluna de Etelka Gerster. Em 1910 entra na Ópera de Hamburgo como aprendiz, cantando papéis secundários e adquirindo experiência até começar a cantar papéis importantes em 1914, ano em que também realiza suas primeiras gravações. Seu primeiro sucesso foi como Anna Reich em As Alegres Comadres de Windsor, de Otto Nicolai, após a qual o regente Otto Klemperer convenceu a direção do teatro a escalá-la para Elsa, em Lohengrin, em substituição a  uma colega adoecida.
Em 1916, Lehmann debuta na Ópera de Viena, que se tornaria sua principal casa de Ópera até 1938. Nesse ano, o compositor Richard Strauss a ouve cantando como substituta no papel do Compositor, de sua nova ópera Ariadne auf Naxos, e acaba escolhendo-a para cantar na estreia mundial dessa ópera. A partir de então, começa uma longa colaboração com Strauss: nos anos seguintes, ela estreou outras duas óperas dele, Intermezzo e Die Frau ohne Schatten (A Mulher sem Sombra). Foi também a primeira intérprete em Viena de Turandot e Suor Angelica, de Puccini.
Ainda na fase vienense de sua carreira, Lehmann adenta no seleto repertório de lied alemão, realizando inclusive algumas gravações. Com o amadurecimento nessa seara, Lehmann se tornaria conhecida como uma das intérpretes mais vibrantes e expressivas desse gênero de canções, sendo muitas de suas gravações até hoje tidas como clássicos.
Em Londres, canta Sophie (Der Rosenkavalier) em 1914, cantando lá até 1938. Interpretou no Covent Garden em todas as temporadas do teatro desde 1924 até 1935 e, novamente, em 1938. Em 1922, inicia sua carreira intercontinental na América do Sul. Atuou várias vezes também no Festival de Salzburgo entre 1927 e 1938. Também em 1927, debuta como Fidelio, com imenso êxito, no Centenário da morte de Beethoven. Em 1930, debuta nos Estados Unidos, em Chicago, como Sieglinde, de Die Walküre. Em 1932, estreia em Nova York, no Town Hall, com um recital de lieder, obtendo um sucesso tão grande que foi preciso agendar outro concerto, que, como o primeiro, teve os ingressos esgotados.
Em 1934, aos 46 anos, canta pela primeira vez no Metropolitan Opera, em Nova York, também como Sieglinde, seu papel favorito. Outros de seus favoritos eram a Marechala (Der Rosenkavalier), Leonore (Fidelio) e Elisabeth (Tannhäuser). Entretanto, o número total de papéis cantados por ela ao longo de sua longa carreira (de 41 anos) foi 93.

## Vida e carreira nos Estados Unidos
Em 1938, após anos sem cantar na Alemanha, devido a problemas que enfrentou com os nazistas - assim como por motivos pessoais, já que os filhos de seu marido eram judeus -  Lehmann abandonou Viena logo antes da anexação da Áustria por aquele país. Então, migrou para os Estados Unidos, onde continuou uma prestigiada carreira, cantando mais de 70 performances no teatro até 1945, dos quais o mais destacado foi a sua notável Marechala,  que cantou nada menos que 33 vezes.

Lotte Lehmann é considerada por muitos críticos e fãs de Ópera uma das cantoras-atrizes mais talentosas do século XX. O seu agudo senso de expressividade, sua habilidade com a palavra, a comunicatividade e vivacidade de suas interpretações e, por fim, a voz poderosa, dona de um calor e riqueza de cores bastante distintos, podem explicar sua grande fama durante e após a carreira. Entretanto, algumas das falhas apontadas pelos críticos são o seu fôlego relativamente curto e a ocasional impetuosidade do canto - que às vezes a levava a um menor detalhamento ou suavidade no canto. Seu reconhecimento até os dias de hoje também se deve à sua grande discografia, que conta com mais de 500 registros.

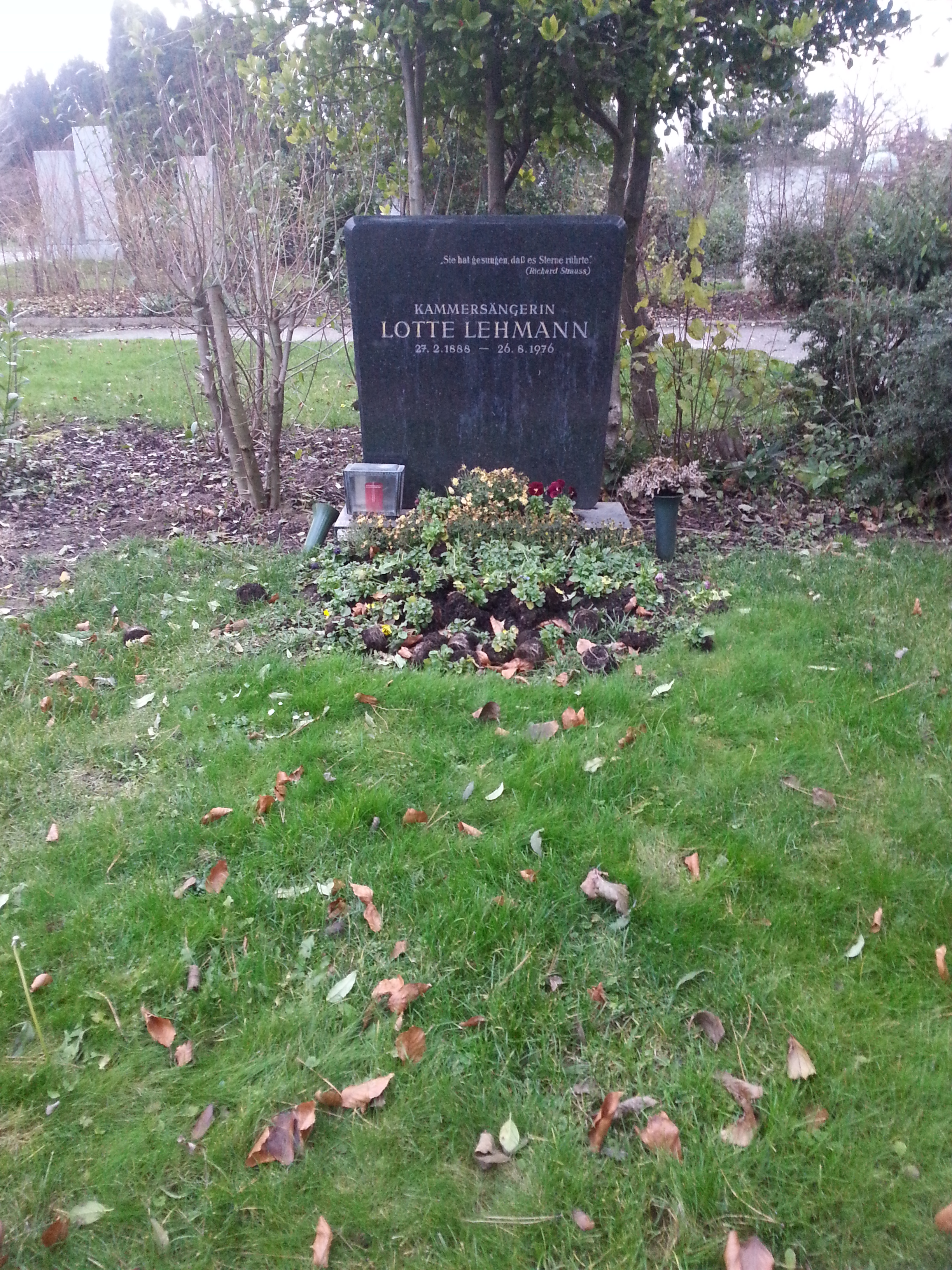
Sepultura no Cemitério Central de Viena

Em 1946, Lehmann abandona os palcos de ópera com a Marechala, em Los Angeles. Em 1951, encerra sua carreira com concertos, dois dos quais, em Nova York e Santa Barbara, foram preservados em gravações. Em seu último concerto, teria dito à platéia: "You have always given me more than I gave to you… You were the wings on which I soared" ("Vocês sempre me deram mais do que eu lhes dei. Vocês foram as asas sobre as quais eu voei"). Contudo, ela cantou em público novamente, em anos posteriores.
Contudo, ela continua uma vida dedicada à arte, como professora de canto e diretora de cena. Além disso, foi também autora de livros pedagógicos e de ficção, poeta, pintora e atriz de cinema. Após sua aposentadoria, retirou-se em Santa Bárbara, na Califórnia, onde ajudou a fundar a Music Academy of the West, na qual ensinou canto de 1951 a 1962. Alguns artistas que receberam suas lições se tornaram estrelas nas gerações seguintes, como Grace Bumbry, Marilyn Horne e Carol Nebblett. Depois desse ano, ainda continuou a dar aulas privadas até perto de seu falecimento, enquanto dormia, aos 88 anos, em 1976.

## Publicações
- Eighteen song cycles: studies in their interpretation (Londres: Cassell, 1971)
- Eternal Flight, translated by Elsa Krauch (NY: G.P. Putnam's Sons, 1937)
- Five operas and Richard Strauss. (Nova York, Macmillan Co. [1964])
- Midway in my Song: The Autobiography of Lotte Lehmann (NY: Bobbs-Merrill Company, 1938)
- More Than Singing: The Interpretation of Songs (Westport, CT: Greenwood Press, 1945)
- My Many Lives (NY: Boosey & Hawkes, 1948)

## Gravações
- Great Recordings of the Century: EMI: CDH 7610422: Lotte Lehmann: Operatic Arias
- Great Opera Recordings: NAXOS: 8.110250-51: Die Walküre: Acts I & II
- Immortal Performances: NAXOS: 8.110034-36: Der Rosenkavalier (live 1939)
- Great Opera Recordings: NAXOS: 8.110191-92: Der Rosenkavalier (1933)
- Great Singers: NAXOS: 8.11244: Lotte Lehmann: Lieder Recordings, Vol. 3
- Masterworks Portrait: Sony Music: MPK 47682: Lotte Lehmann: Songs from Vienna
- Masterworks Portrait: CBS: MPK 44840: Lotte Lehmann/Bruno Walter: Schumann: Frauenliebe und -Leben, Dichterliebe